# غابة بياوفيجا
غابة بياوفيجا هي غابة شاسعة تمتد على الحدود بين بولندا وبيلاروسيا. وهي واحدة من آخر وأكبر جزء متبقي من الغابة البدائية الهائلة التي امتدت ذات يوم عبر السهل الأوروبي. تعد الغابة موطنًا لأكثر من 800 بيسون أوروبي، وهو أثقل حيوان بري في أوروبا. أطلق برنامج الإنسان والمحيط الحيوي التابع لليونسكو على الجزء البولندي اسم محمية بياوفيجا للمحيط الحيوي، وفي عام 1993، أطلق على الجزء البيلاروسي محمية بياوفيسكاجا بوشكا للمحيط الحيوي.
تقع الغابة التي تعد موقعًا من مواقع التراث العالمي ضمن قائمة اليونسكو ومحمية محيط حيوي في أجزاء من بوبريسك أوبلاست (منطقتي كاميانيتس وبروزهاني , BE) وجردونه أوبلاست (محافظة سفيسلاتش) في روسيا البيضاء وعلى الجانب البولندي بالقرب من مدينة بياوفيجا في محافظة بودلسكي 190 كم (120 ميل) (شمال شرق وارسو) شمال شرق وارسو). بياوفيجا تعني «البرج الأبيض» في البولندية.
تمر الحدود بين البلدين عبر الغابة. وهناك معبر حدودي للمتنزهين سيرًا على الأقدام وراكبي الدراجات. ويحمي سياج أمني قطعان البيسون الأوروبي المنفصلة جسديًا ووراثيًا.

## وصلات خارجية
- The UNESCO official site
- Belovezhskaya Pushcha dedicated conservation/environmental website
- / Białowieża National Park